# Rio do Cerne (Capivari)
Der Rio do Cerne ist ein etwa 11 km langer rechter Nebenfluss des Rio Capivari im Südosten des brasilianischen Bundesstaats Paraná.

## Etymologie
Der portugiesische Begriff Cerne bedeutet auf Deutsch Kern oder Innerstes.

## Geografie

### Lage
Das Einzugsgebiet des Rio do Cerne befindet sich auf dem Primeiro Planalto Paranaense (der Ersten oder Curitiba-Hochebene von Paraná).

### Verlauf
Sein Quellgebiet liegt im Munizip Quatro Barras auf 843 m Meereshöhe etwa 6 km nordöstlich des Hauptorts an der Bundesstraße BR-116 (Rodovia Régis Bittencourt).
Der Fluss verläuft in nordöstlicher Richtung. Auf seinen ersten fünf Kilometern wird er rechtsseitig von der Bundesstraße begleitet. Kurz unterhalb seines Ursprungs erreicht er das Munizip Campina Grande do Sul. Er mündet auf 810 m Höhe von rechts in den Rio Capivari, einen Nebenfluss des Rio Pardo. Er ist etwa 11 km lang.

### Munizipien im Einzugsgebiet
Am Rio do Cerne liegen die zwei Munizipien Quatro Barras und Campina Grande do Sul.